# Mel
Mel è il capoluogo del comune italiano sparso di Borgo Valbelluna, di cui costituisce un municipio. Si trova in provincia di Belluno, in Veneto.
Già comune autonomo (con le frazioni Bardies, Campo, Campo San Pietro, Carve, Carve Montagna, Col, Conzago, Cordellon, Corte, Farra, Follo, Gus, Marcador, Nave, Pagogna, Pellegai, Puner, Samprogno, San Candido, Signa, Tallandino, Tiago, Torta, Tremea, Valmaor, Vanie-Rive di Villa, Villa di Villa, Zottier), il 30 gennaio 2019 si è fuso con i comuni di Lentiai e Trichiana per costituire il nuovo ente.
Conserva uno dei più interessanti centri storici della provincia tanto da conseguire la bandiera arancione del Touring Club Italiano per due volte consecutive. Inoltre, dal 2018 fa parte de I borghi più belli d'Italia.

## Geografia fisica
Mel si trova al centro della Valbelluna, equidistante da Belluno e da Feltre e collegato a queste con la scorrevole strada provinciale della Sinistra Piave.
Il territorio municipale si trova compreso tra il Piave e le Prealpi bellunesi. La parte più abitata risulta nella zona collinare e semi-pianeggiante, il resto è totalmente montuoso.
Il paese di Mel sorge sulla riva sinistra del fiume Piave e alla destra del torrente Puner suo affluente.

## Origini del nome
Il toponimo deriva dal vicino castello di Zumelle, a sua volta derivato dal termine gemellus (gemello) ad indicare che la fortezza si contrapponeva al vicino Castelvint.

## Storia
Mel ha sicuramente una storia antichissima: le sue origini sono primitive, più precisamente paleovenete. Infatti, un gruppo di questi abitanti si stabilirono nella zona intorno all'VIII secolo a.C. Negli anni sessanta del XX Secolo, a circa un chilometro dal centro cittadino, venne alla luce un loro insediamento, con una necropoli ancora ben conservata. I numerosi reperti sono conservati nel Museo Civico del paese.
Successivamente tra il V e III secolo a.C. vi si stabilirono i Galli, che lasciarono tracce nella toponomastica del territorio.
Come per il resto della vallata, anche la zona zumellese entrò a far parte della storia romana, della quale ancora oggi si possono vedere i numerosi reperti conservati nel paese: lapidi, sepolcri, armi, monete e oggetti di vita quotidiana. Inoltre il territorio era attraversato dalla via Claudia Augusta Altinate, una strada notevolmente importante che collegava la Pianura Padana con l'oltralpe, i cui resti sono visibili ancora oggi.

Con la fine dell'Impero romano subentrarono i barbari. Significativa la presenza dei Longobardi che lasciarono testimonianze nei luoghi di culto come la chiesa di San Donato.

Territorio dell'ex comune di Mel nella provincia di Belluno

Con il Medioevo sorsero numerosi manieri a difesa della valle e delle vie di comunicazioni. Il più importante fu sicuramente il Castello di Zumelle, perno principale del sistema difensivo dell'intera Valbelluna. In questo periodo, il contado di Mel assunse importanza diventando protagonista nella scena storica della zona.  Nell'anno 1404, il contado di Zumelle diede la sua dedizione alla Serenissima Repubblica di Venezia, causando la distruzione forzata di tutto il suo sistema difensivo, tranne il castello di Zumelle. Nel borgo di Mel dal 1420 risiedeva la nobiltà con a capo la famiglia veneziana Zorzi, potente amministratrice dell'intero contado che all'epoca comprendeva anche una parte degli odierni municipi di Lentiai e Trichiana. Mel rimase veneziana fino all'arrivo di Napoleone che stravolse tutto il sistema amministrativo: il territorio, infatti, era governato da Regole che amministravano singolarmente ogni paese.
Nel XIX secolo il territorio ha subito la stessa sorte dell'intera vallata: le due guerre mondiali portarono un bilancio pesante di vite umane zumellesi. Da ricordare la figura di Angelo Pellegrino Sbardellotto, un anarchico e antifascista che tentò l'uccisione del Duce.
Negli anni della seconda guerra mondiale, tra il 1940 e il 1943, furono internati a Mel oltre 25 profughi ebrei (inclusi 6 bambini). Con l'occupazione tedesca, a differenza di quanto avvenuto in altri centri limitrofi, il gruppo restò in paese. Furono pressoché tutti arrestati nel dicembre 1943, condotti a Fossoli e di lì ad Auschwitz nel febbraio 1944. Solo quattro deportati fecero ritorno.
Negli anni '50 si spopolò a causa dell'emigrazione. Con il boom economico il paese da totalmente agricolo e contadino mutò all'attuale forma, con importanti aziende industriali e artigianali.

### Simboli
Lo stemma del comune di Mel aveva un'antichissima tradizione, infatti era lo stesso che rappresentava l'antica Magnifica Comunità di Mel, la sua origine è del 1520. L'esemplare più antico è scolpito in pietra nel basamento dell'antenna nella piazza del paese.
Venne ufficialmente riconosciuto con decreto del capo del governo del 2 maggio 1929.
Nello stemma era rappresentata la croce patriarcale rossa in campo bianco. Successivamente sul lato destro fu inserito un piccolo torrione a ricordo del grande maniero di Zumelle.
Il gonfalone, riconosciuto con decreto del presidente della Repubblica dell'11 marzo 1953, era un drappo partito di rosso e di bianco.

## Monumenti e luoghi d'interesse

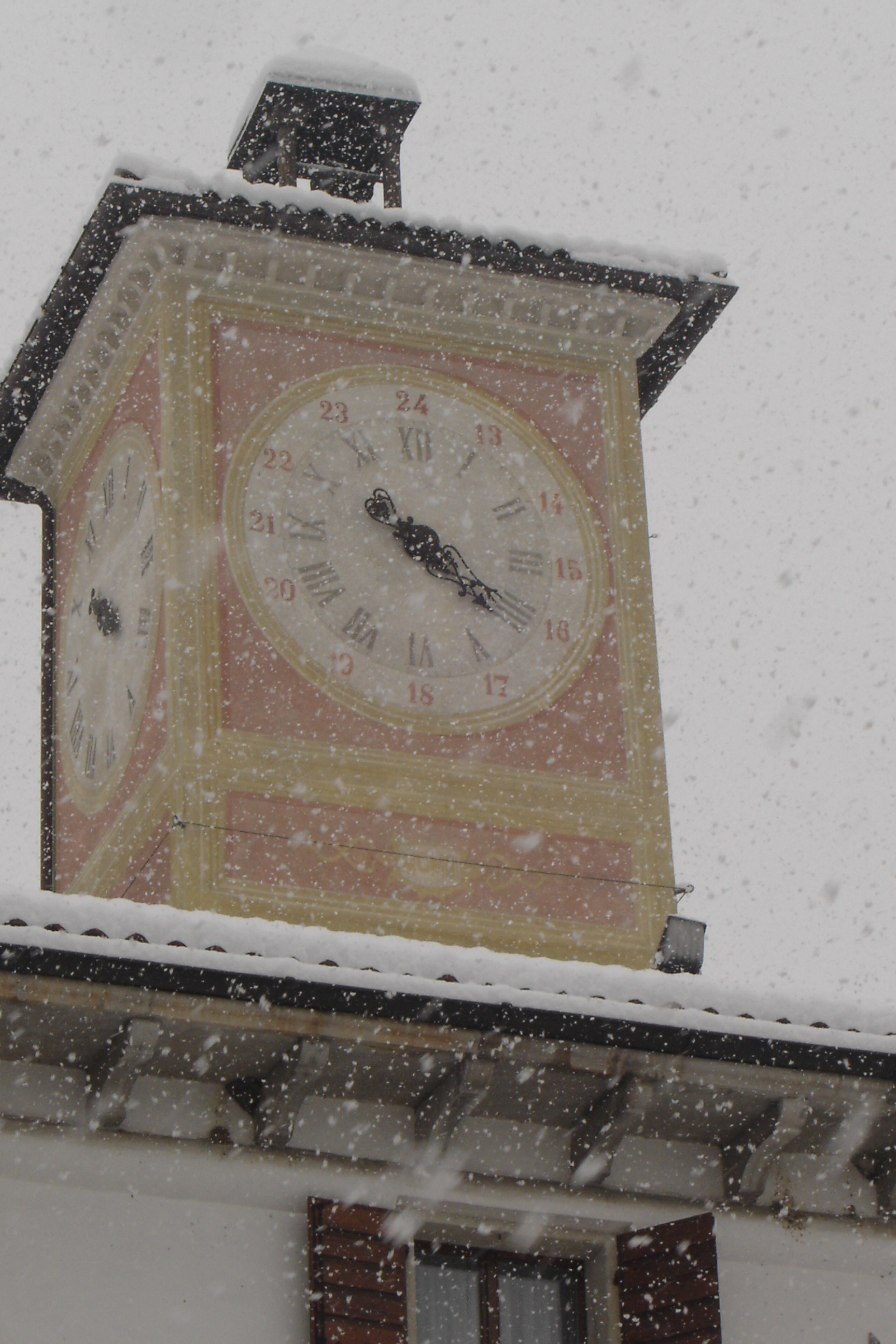
Antica torretta dell'orologio

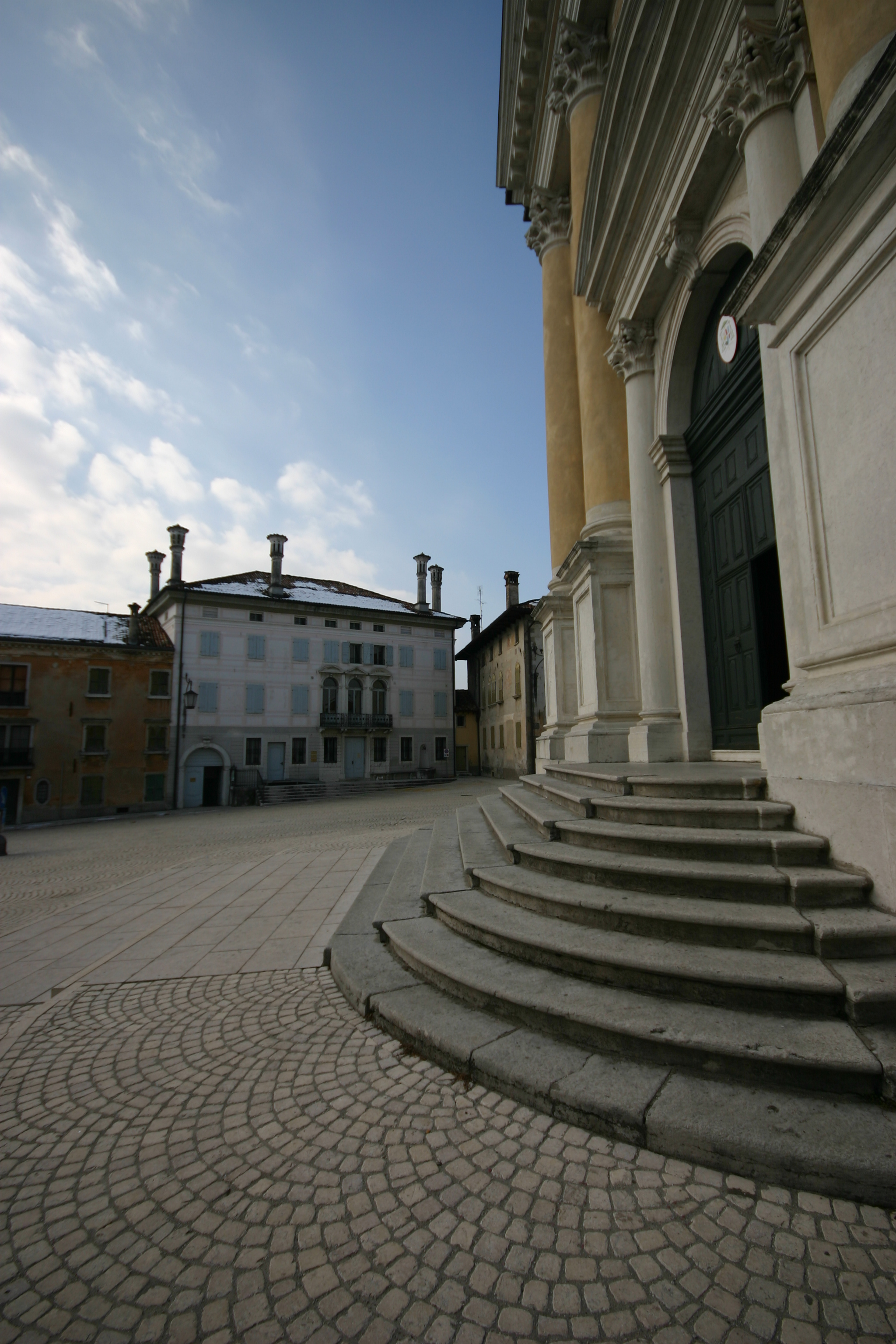
Sagrato dell'arcipretale

### Centro storico
Il centro storico di Mel sorge su di un colle nelle vicinanze del Piave, un tempo fortificato e protetto da un gran castello. Oggi il perimetro delle mura è riconoscibile nei palazzi che racchiudono la piazza principale con al centro l'antica antenna del 1520; c'erano anche tre porte d'accesso di cui ne rimane a testimonianza solo una. Nella piazza principale si affacciano meravigliosi palazzi, un tempo sedi della nobiltà locale. Tra gli edifici più importanti vi sono la casa Fulcis (ora Zadra, XVII secolo), il Palazzo Fulcis (che oggi ospita l'"Antico albergo Cappello", XVIII secolo) il Palazzo Zorzi (attuale sede del municipio, XVI secolo) con una stupenda torretta dell'orologio nella cima e la tipica Loda (loggia) al pian terreno, il palazzo Del Zotto (XVII secolo), la casa Francescon (originaria del XIV secolo), il palazzo Karera (Pivetta) sorto lungo le antiche mura del feudo, che conserva ancora l'antica porta di accesso al borgo fortificato.
Sulla piazza si protende imponente la settecentesca chiesa arcipretale di Santa Maria Annunziata di epoca barocca, particolare per la mancanza del campanile crollato per un incendio nel '700 e mai più ricostruito.
A poca distanza sorge la più antica chiesa dell'Addolorata, che conserva dipinti risalenti al Quattro-Cinquecento. La struttura che oggi vediamo è solo la parte absidale della vecchia chiesa distrutta dal crollo del campanile. Sul lato nord sorge un torrione mozzato adibito a campanile.
Nel rione di Borgo Garibaldi sorge l'antica chiesa di San Pietro, oggi sconsacrata; sorge sui ruderi di un antico tempio, nel suo sagrato furono scoperti diversi sarcofagi. Poco distante sorgeva un'altra chiesa antica ,quella di San Lorenzo, di cui oggi rimane solo il portale.
Nel Palazzo delle Contesse si trova il Museo Civico Archeologico, con corredi tombali provenienti dalla necropoli paleoveneta sita nella parte bassa dell'abitato. Tale necropoli è una fra le più interessanti del periodo dell'epoca del ferro. Tra gli altri reperti del museo, si ricordano ossari fittili e bronzei, oggetti di ornamento personale quali anelli, armille, spilloni, cinture con ganci decorati, fibule e oggetti di uso quotidiano come coltelli, punteruoli, fusaiole, aghi per la filatura e vasellame.
Va segnalata inoltre Piazza Papa Luciani, dedicata a Giovanni Paolo I che fu vescovo della diocesi di Vittorio Veneto, a cui Mel appartiene. Questo magnifico salotto urbano è circondato da edifici di varie epoche.

### Castelli
Nel territorio zumellese sorgevano tre castelli oltre a numerosi altri avamposti militari: il castello di Castelvint, quello del borgo fortificato di Mel e quello di Zumelle. Quest'ultimo sorge nei pressi della frazione di Villa di Villa, su uno sperone roccioso. Il Castello di Zumelle è l'unico maniero ancora intatto di tutta la vallata.

## Società

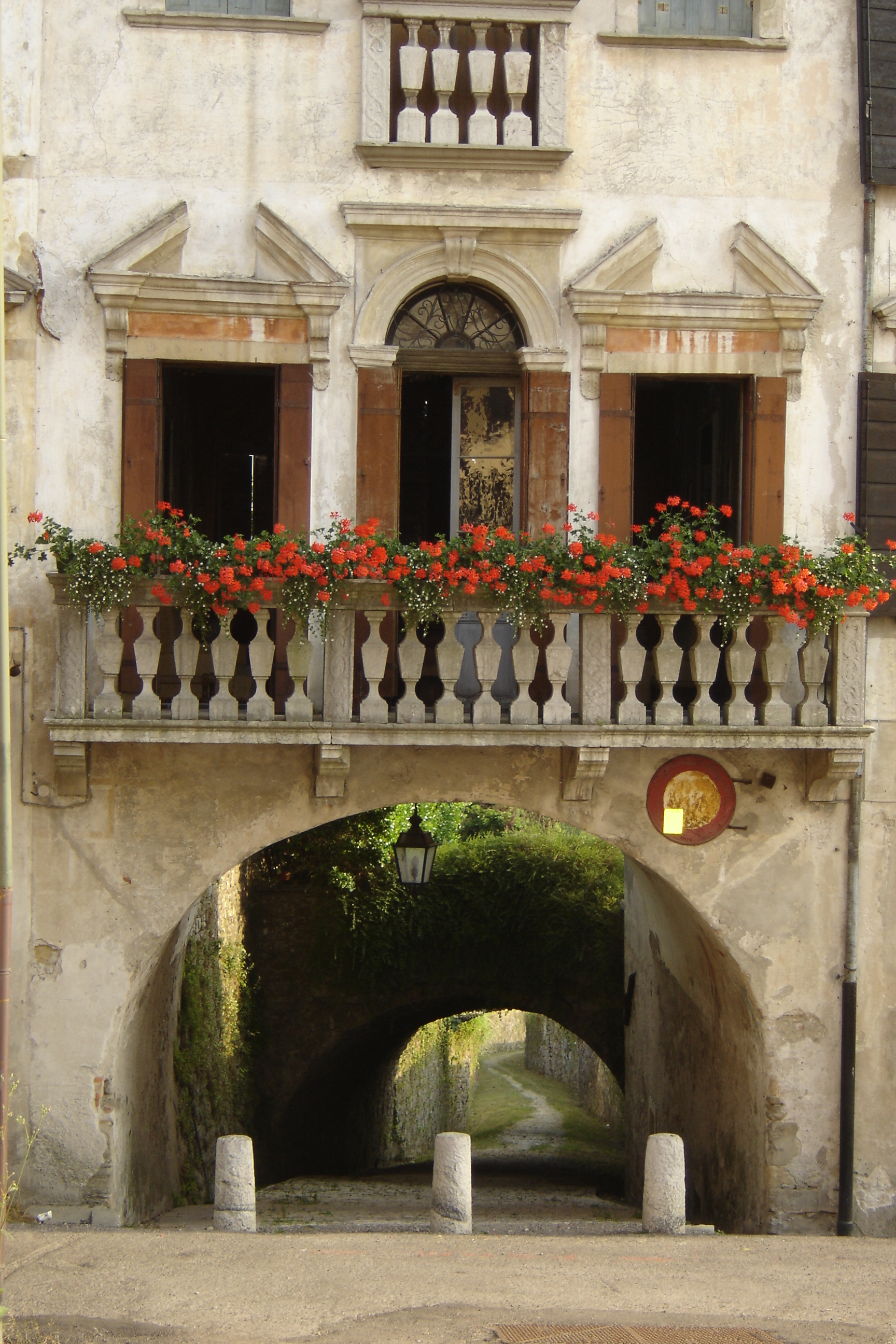
Scorcio di Mel

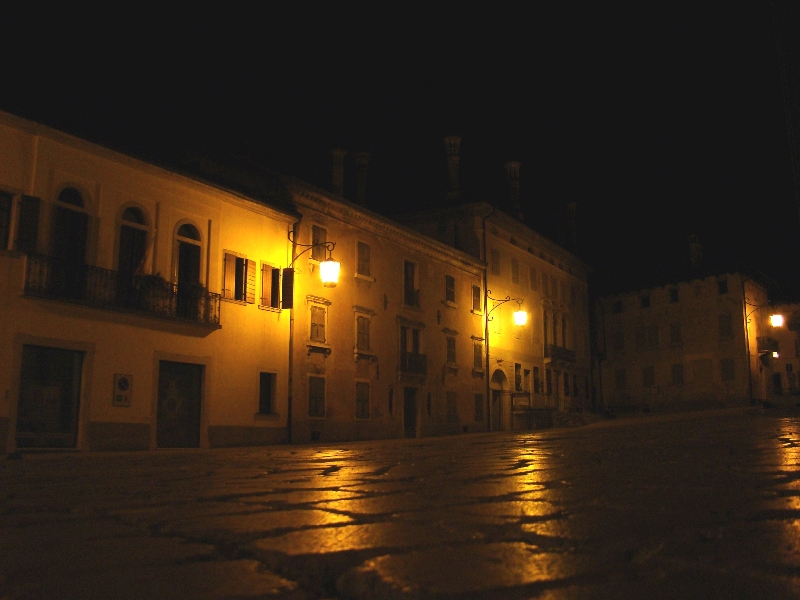
Piazza di Mel e Palazzo delle Contesse

### Evoluzione demografica
Abitanti censiti

## Cultura

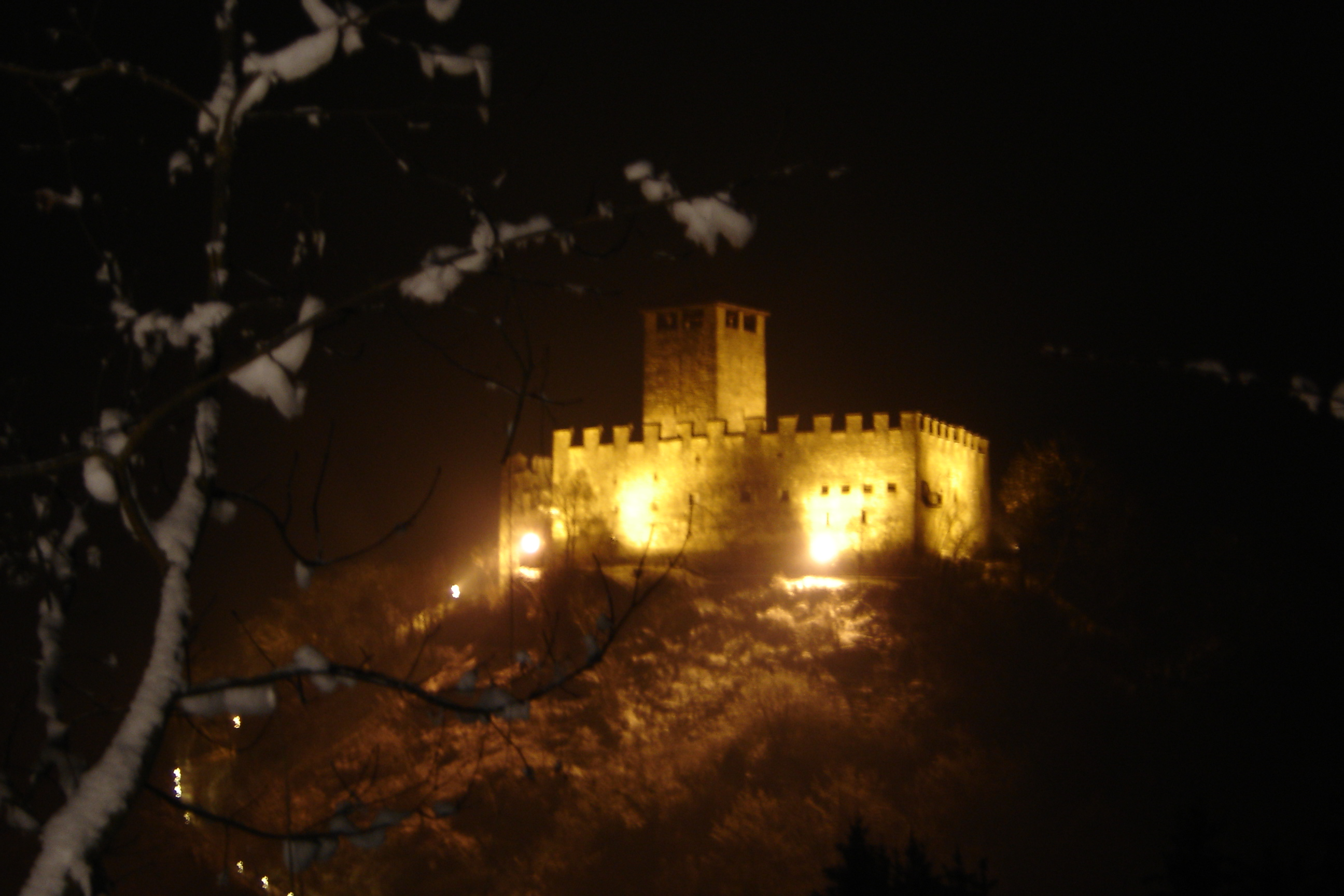
Il castello di Zumelle

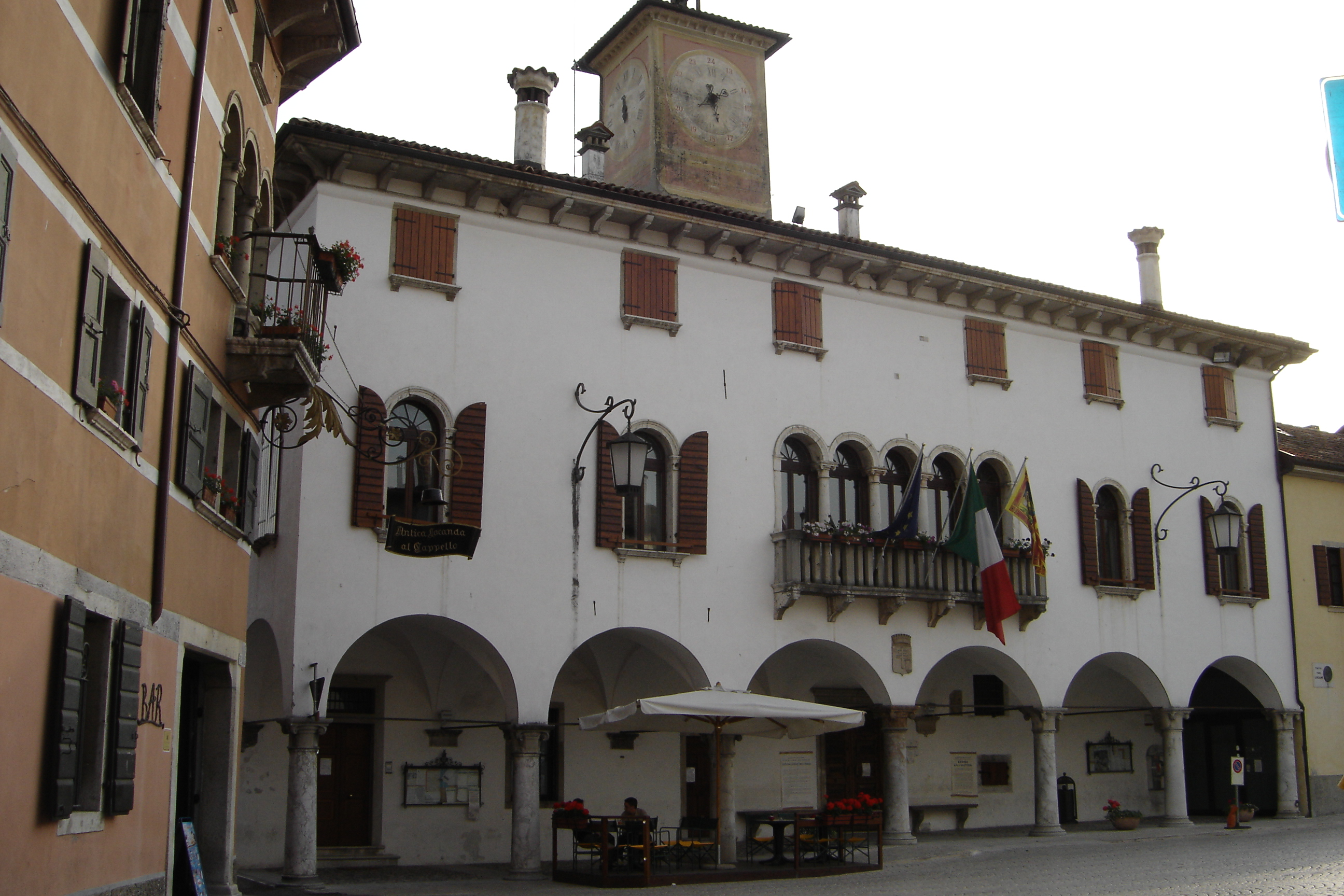
Il municipio

### Eventi
Diversificate le attività culturali che si svolgono nel territorio zumellese. Mostre d'arte, le più recenti dedicate: a Bruno Milano, a Paolo Cavinato, a Tancredi Parmeggiani e allo spazialismo veneto nel 2005, a Luigi Cima e i suoi allievi nel 2004, a Fiorenzo Tomea nel 2003, a Toni Piccolotto, mostre fotografiche, mostre di collezionismo ecc. vengono regolarmente organizzate all'interno della cornice del Palazzo delle Contesse.
La Rassegna Internazionale di Canto Corale, organizzata dalla Corale Zumellese in tre serate a partire dall'inizio di luglio all'interno del cortile di palazzo Guarnieri, ospita annualmente importantissimi gruppi corali provenienti da ogni parte del mondo.
Da citare inoltre l'articolata e vivace stagione teatrale, il maggio teatrale zumellese, e i numerosi convegni di studio su temi storici; musicali e ambientali.
Le due manifestazioni che a cadenza annuale si svolgono a Mel sono:
- Settembre zumellese che culmina con la presentazione dei carri allegorici allestiti dai comitati dalle numerose frazioni
- Mele a Mel in cui vengono presentati i prodotti tipici, si tiene una mostra dell'artigianato locale e una rassegna di canto popolare.

Di rilievo anche le manifestazioni di carattere sportivo. Tra tutte la Prealpi Bike - Run Marathon, gara di biatlon a cui partecipano oltre 700 corridori e podisti e che prevede il valico delle Prealpi Venete in mountain bike su un percorso di 60 km di lunghezza e il successivo ritorno nelle formule Gran Fondo di corsa a piedi o in Nordic Walking.

## Amministrazione
| Periodo        | Periodo         | Primo cittadino     | Partito      | Carica  | Note |
| -------------- | --------------- | ------------------- | ------------ | ------- | ---- |
| 23 aprile 1995 | 13 giugno 1999  | Emilio Isotton      | Lista civica | Sindaco |      |
| 13 giugno 1999 | 12 giugno 2004  | Emilio Isotton      | Lista civica | Sindaco |      |
| 12 giugno 2004 | 7 giugno 2009   | Ruggero Dalle Sasse | Lista civica | Sindaco |      |
| 7 giugno 2009  | 26 maggio 2014  | Stefano Cesa        | Lista civica | Sindaco |      |
| 26 maggio 2014 | 30 gennaio 2019 | Stefano Cesa        | Lista civica | Sindaco |      |

## Galleria d'immagini

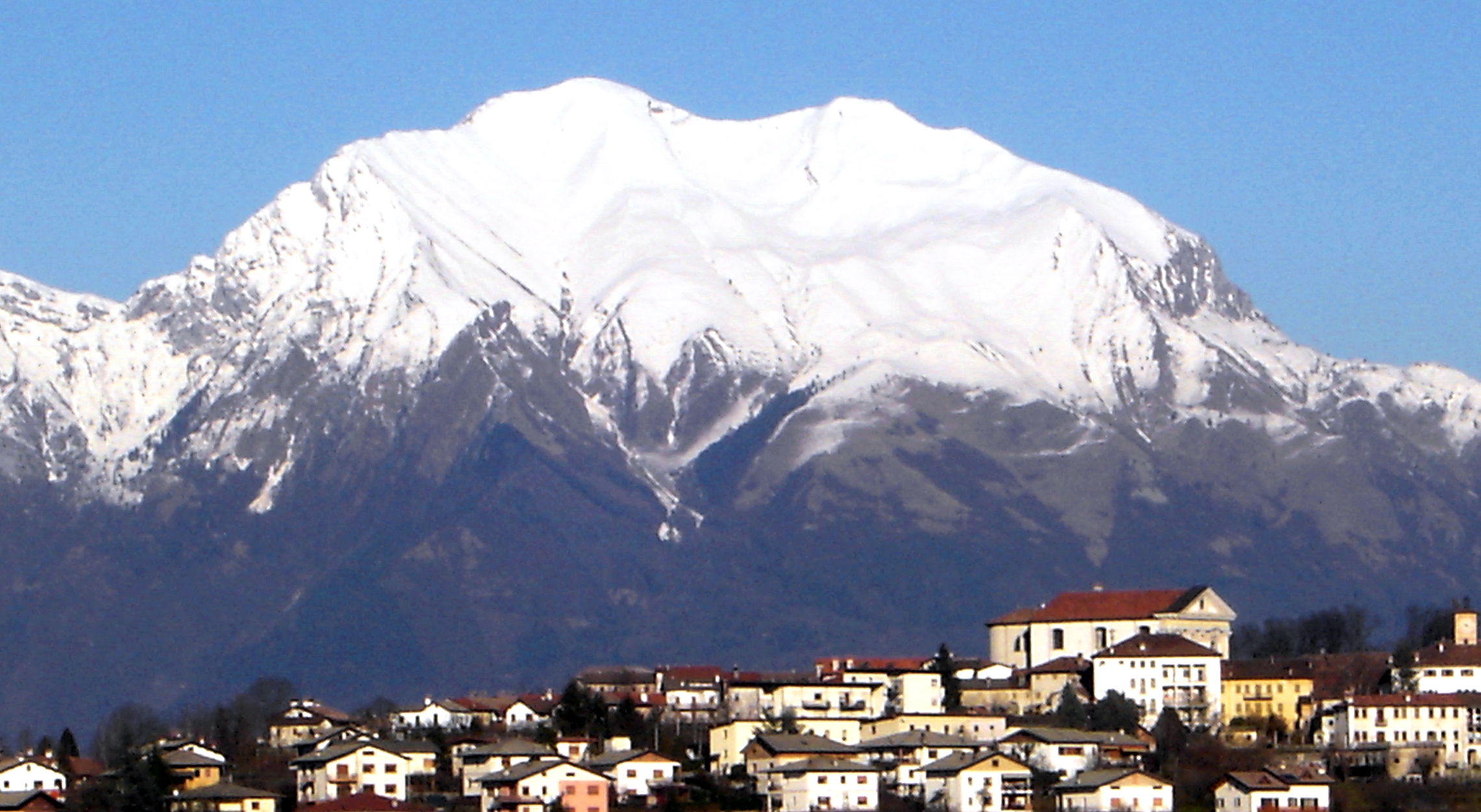
Panorama
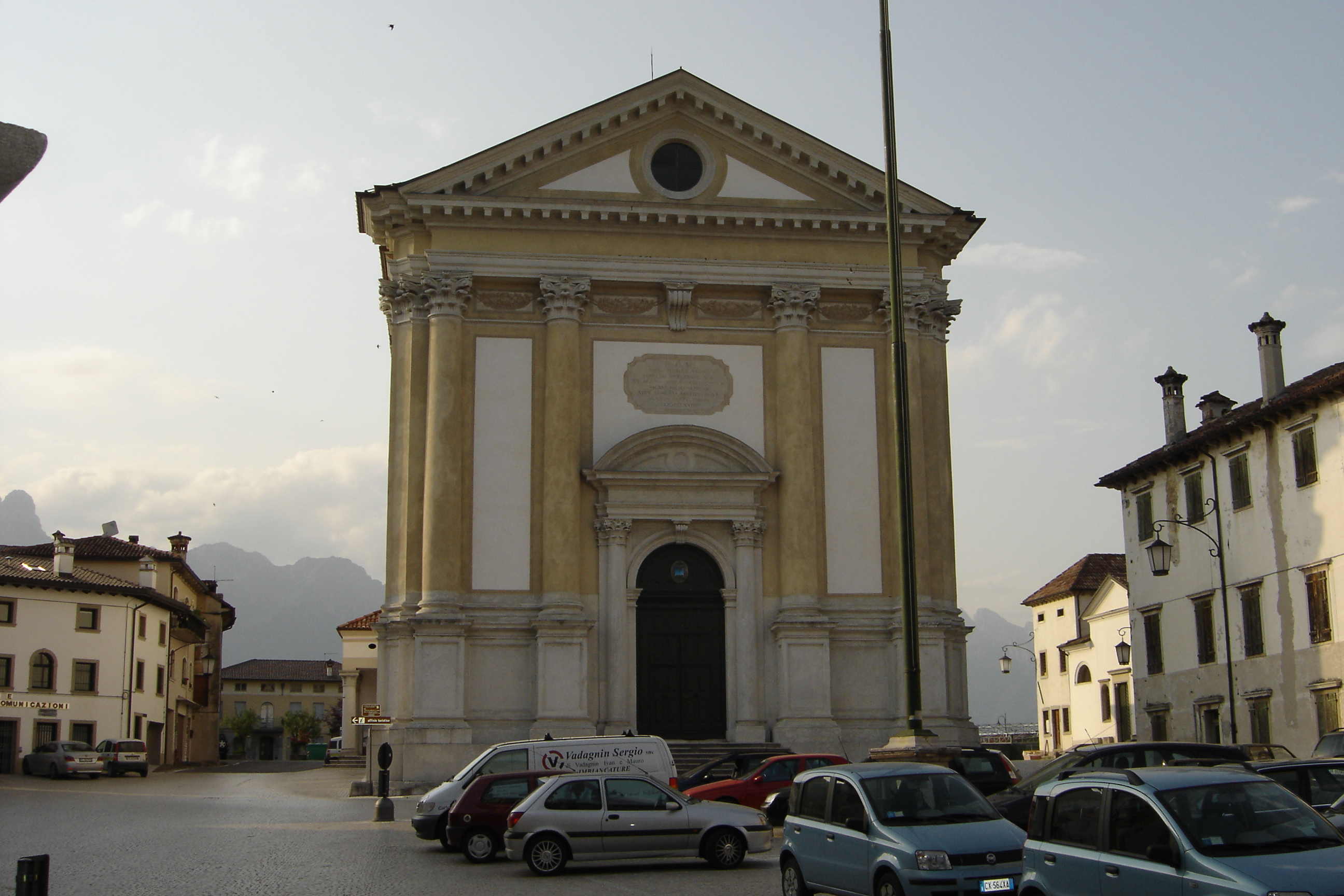
Chiesa arcipretale del 1700
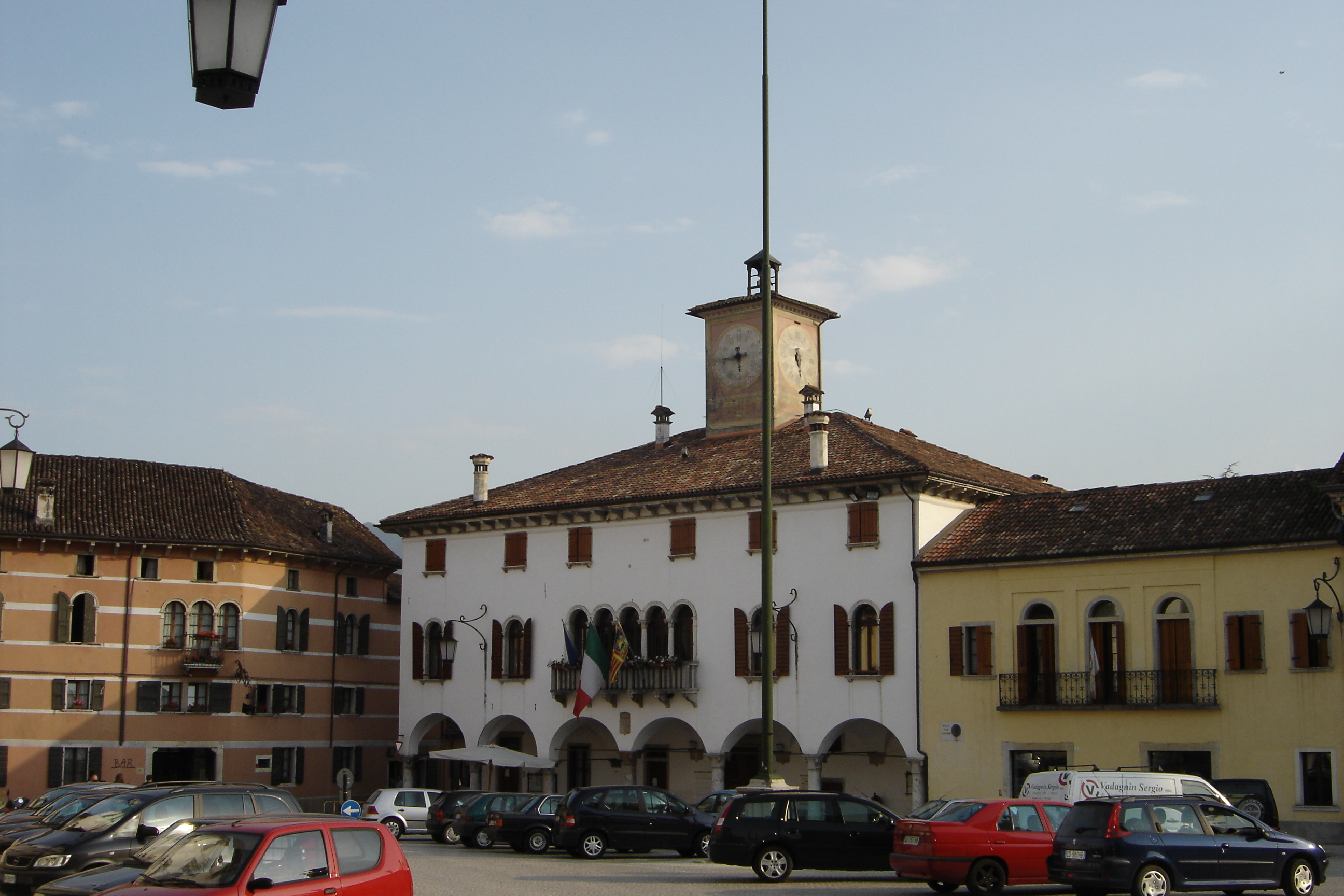
Piazza Papa Luciani
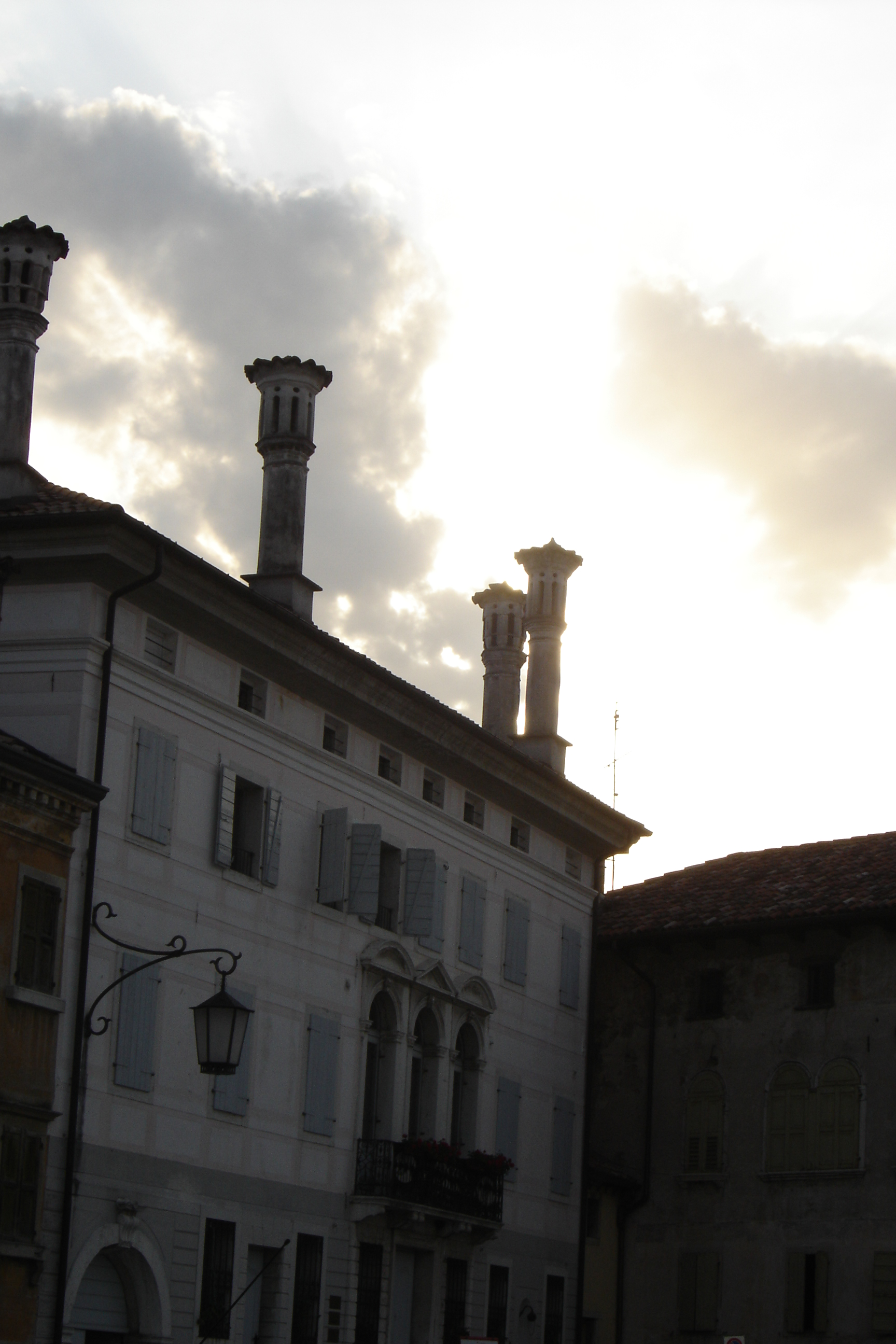
Palazzo delle Contesse lato est
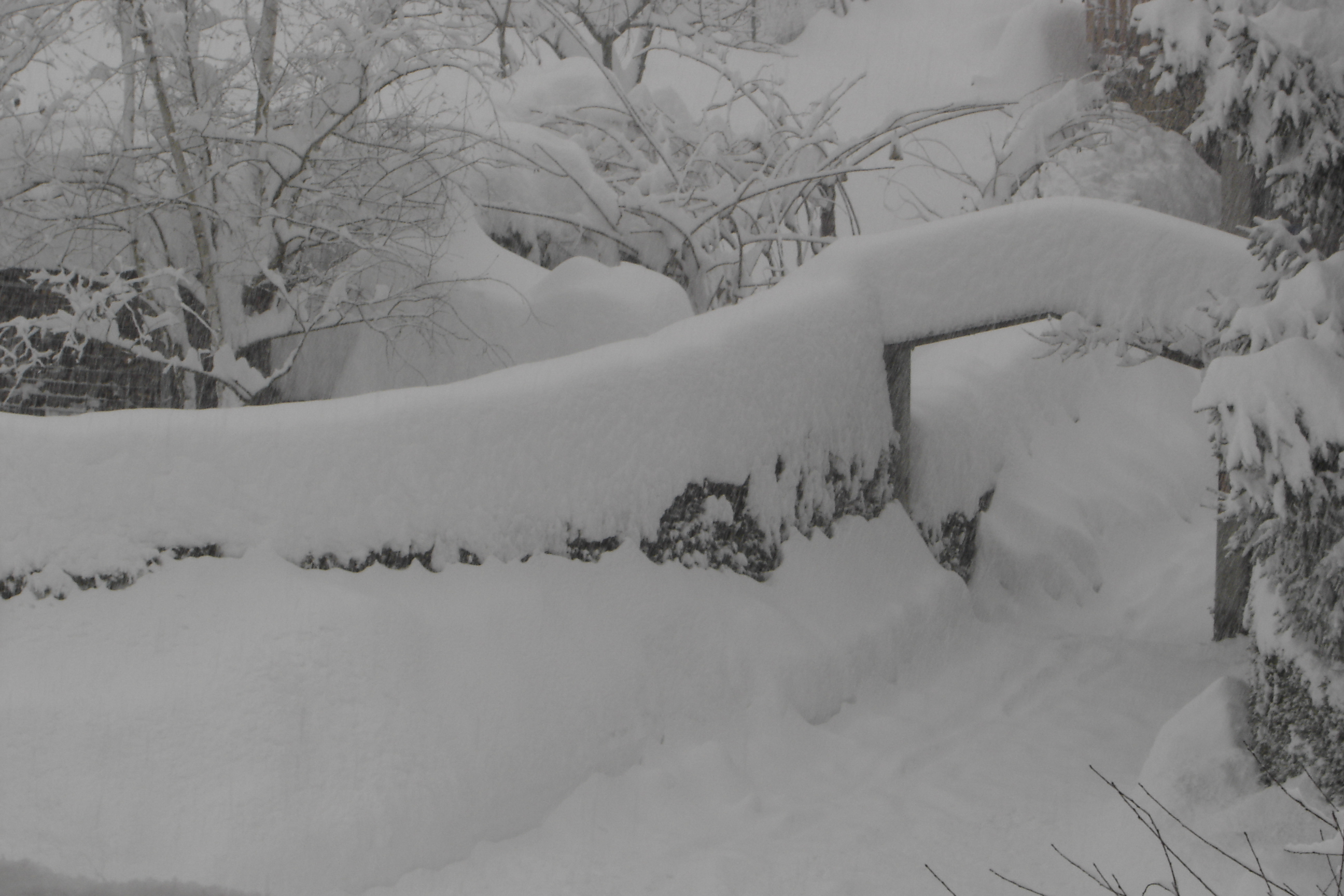
Inverno a Mel
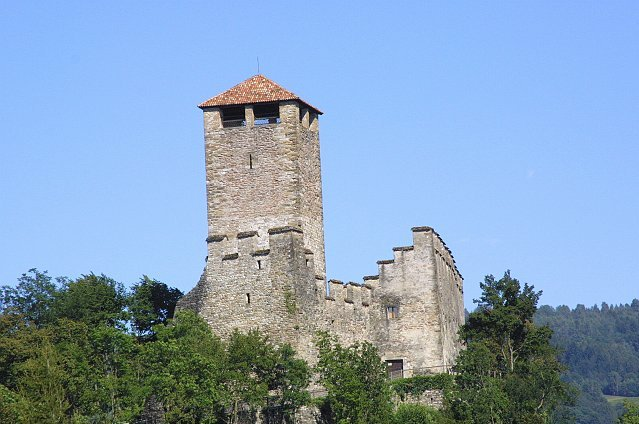
Altra angolazione del castello di Zumelle
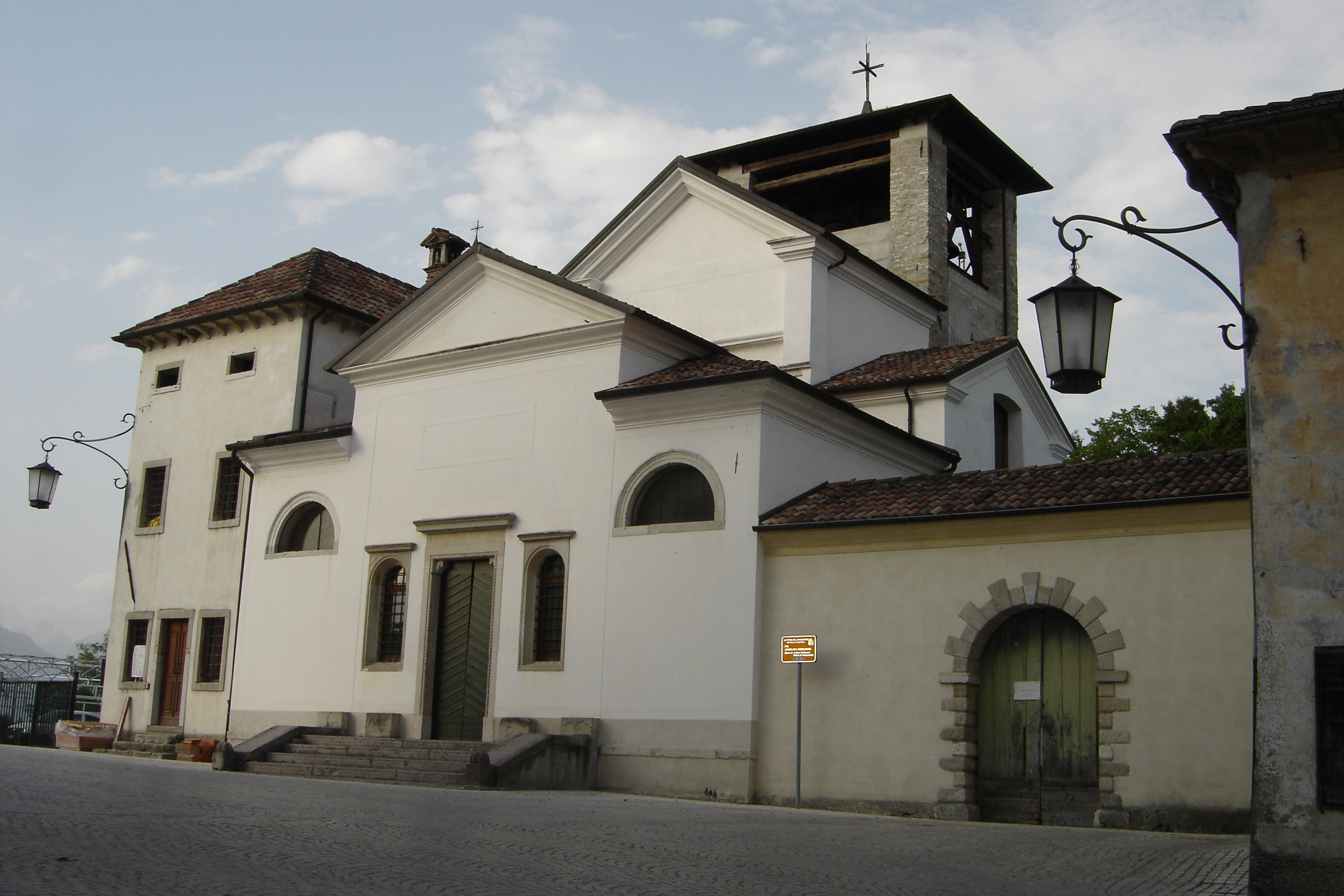
Chiesa dell'Addolorata del 1400
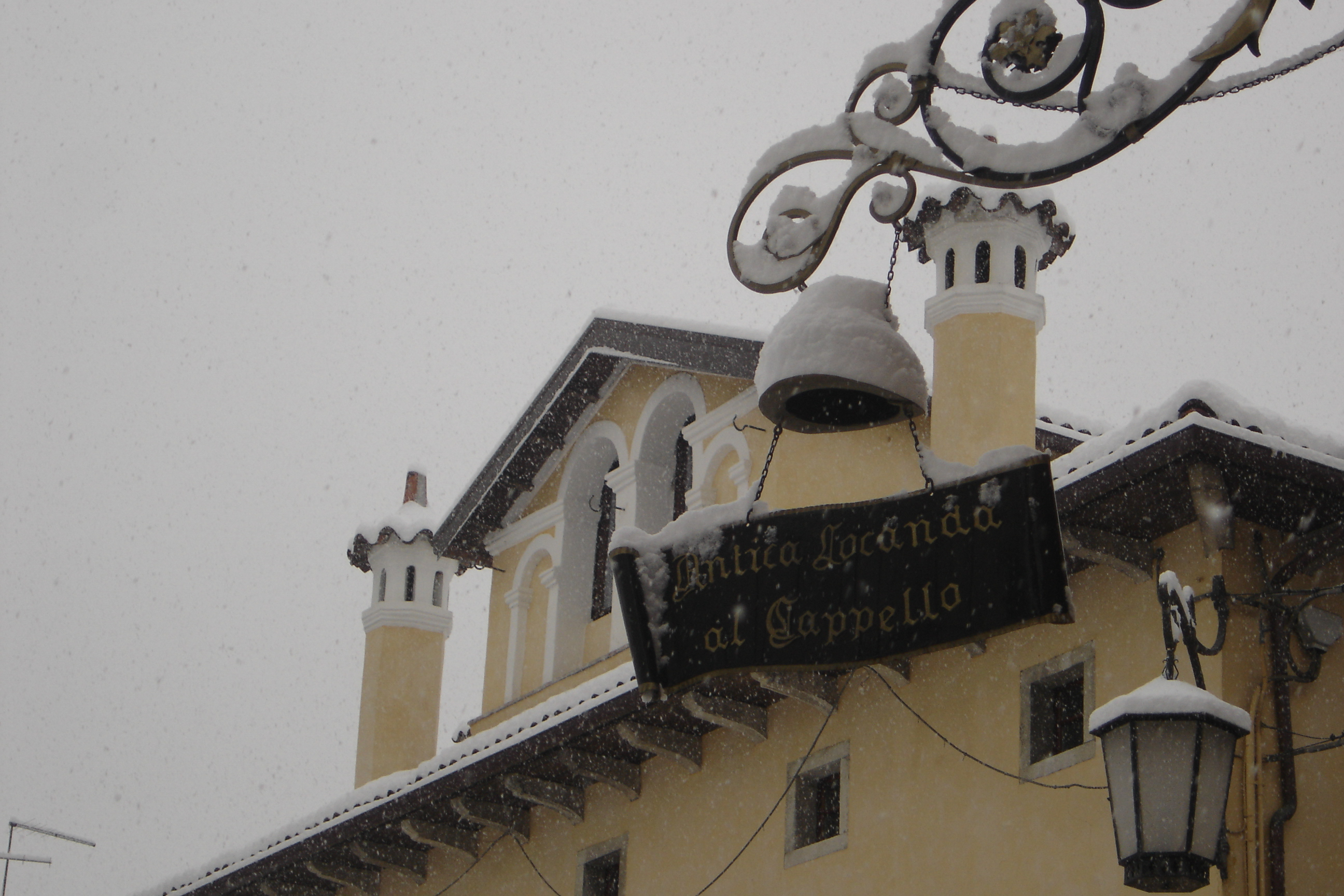
Insegna dell'antica locanda "al Cappello"
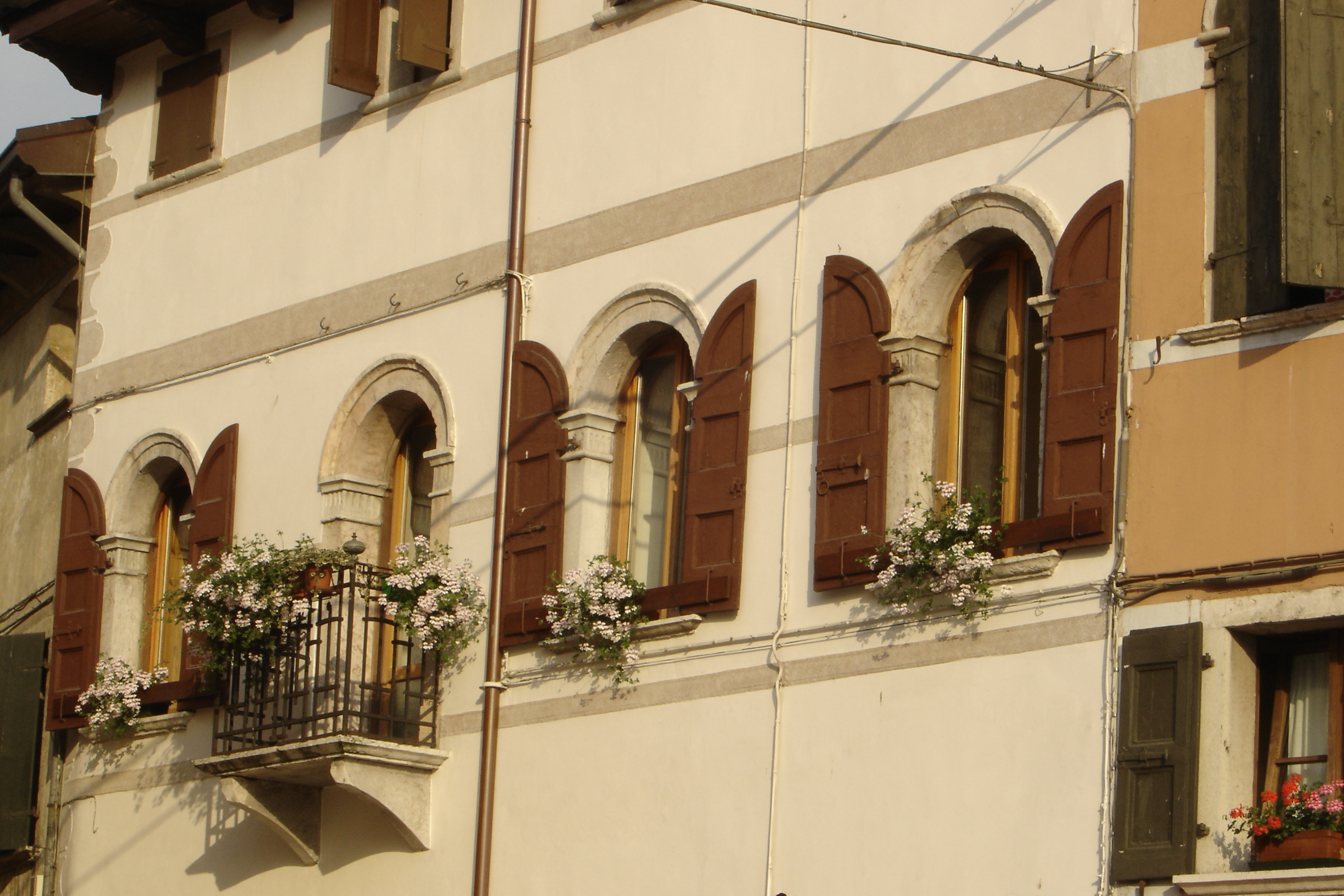
Palazzo Fulcis (Giannini - Salciccia)